# Hieracium munkacsense
Hieracium munkacsense es una especie de planta con flor del género Hieracium, de la familia Asteraceae, orden Asterales.

## Distribución
Hieracium munkacsense se distribuye por Ucrania.

## Taxonomía
Fue descrita científicamente por (Zahn) Schljakov.